# Heterarthrus aceris
Heterarthrus aceris är en stekelart som först beskrevs av Johann Heinrich Kaltenbach 1856.  Heterarthrus aceris ingår i släktet Heterarthrus, och familjen bladsteklar. Arten är reproducerande i Sverige.